# Araniella alpica
Araniella alpica là một loài nhện trong họ Araneidae. Loài này phân bố ở Hà Lan và Bỉ, tuy nhiên, phần lớn chúng sống ở Châu Âu.